# Lamprobyrrhulus nitidus
Lamprobyrrhulus nitidus là một loài bọ cánh cứng trong họ Byrrhidae. Loài này được Schaller miêu tả khoa học năm 1783.

## Hình ảnh

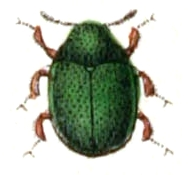
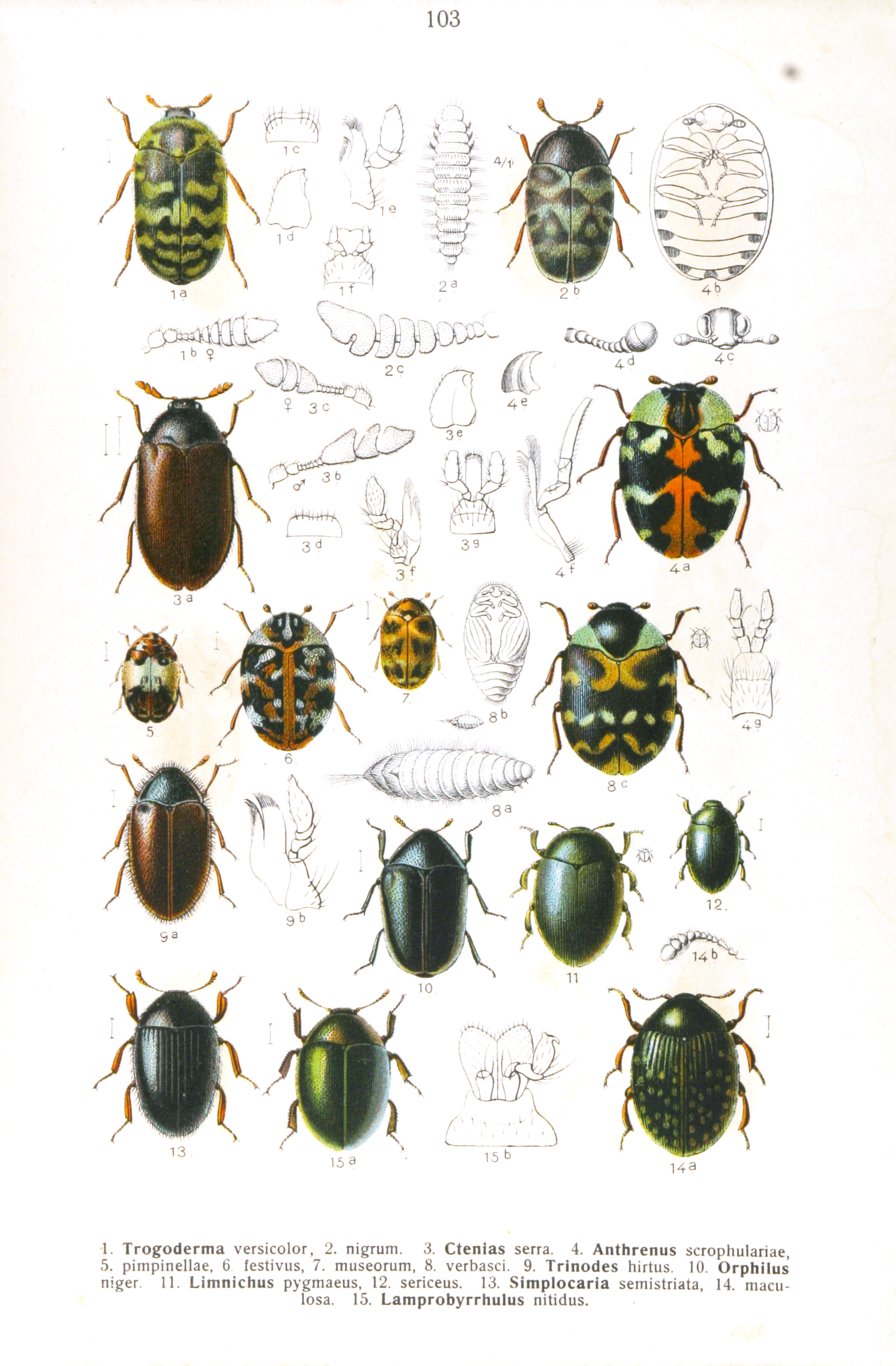